# Danh sách đơn vị quân đội Liên Xô tham gia chiến dịch sông Dniepr
Trận sông Dniepr là một chuỗi các chiến dịch tấn công chiến lược của Quân đội Liên Xô trong các giai đoạn mở đầu cho thời kỳ thứ ba của cuộc chiến tranh Xô-Đức, đồng thời là một trận đánh lớn của Chiến tranh thế giới thứ hai. Diễn ra trên phần phía Nam của khu vực trung tâm và suốt chiều dài cánh Nam mặt trận Xô-Đức với tổng độ dài mặt trận lên đến hơn 1.600 km trên toàn bộ phần tả ngạn sông Dniepr và vùng Donbas, chuỗi các chiến dịch này đã thu hút khoảng 3.900.000 sĩ quan và binh sĩ của cả hai bên tham chiến. Quân đội Đức Quốc xã huy động 8 tập đoàn quân, trong đó có 2 tập đoàn quân xe tăng và 2 tập đoàn quân không quân với hơn 70 sư đoàn tham chiến. Ngoài ra, còn có 6 sư đoàn quân Romania chiến đấu trong đội hình Tập đoàn quân 17 (Đức). Quân đội Liên Xô đã huy động 5 phương diện quân với 38 tập đoàn quân trong đó 4 tập đoàn quân xe tăng và 5 tập đoàn quân không quân tham gia trận đánh này với 2.650.000 quân, một khối lượng binh lực lớn nhất kể từ khi khởi đầu cuộc Chiến tranh Xô-Đức. Nhưng với trận tuyến dài đến trên 1600 km, mật độ binh lực chỉ được phân bố đậm đặc trên các hướng tấn công chính. Hình thế binh lực của quân đội Liên Xô bố trí từ Bắc xuống Nam cũng không đồng đều giữa các phương diện quân: Tham chiến bên phía quân đội Liên Xô còn có Lữ đoàn Tiệp Khắc 1 tham gia trong đội hình Phương diện quân Voronezh (từ ngày 20 tháng 10 năm 1943 đổi thành Phương diện quân Ukraina 1).

## Phương diện quân Trung tâm
Từ ngày 20 tháng 10 năm 1943, Phương diện quân Trung tâm đổi tên thành Phương diện quân Belorussia 1 do đại tướng K. K. Rokossovsky làm tư lệnh; thượng tướng M. S. Malinin làm tham mưu trưởng; trung tướng K. F. Teleghin là ủy viên hội đồng quân sự với 7 tập đoàn quân trong đội hình ở thời điểm khai trận:

### Tập đoàn quân xe tăng 2
Do các trung tướng A. G. Rodin và I. S. Bogdanov lần lượt chỉ huy, trong biên chế có:

#### Quân đoàn xe tăng 3
- Các lữ đoàn xe tăng 49, 50 và 103;
- Lữ đoàn cơ giới 57;
- Trung đoàn pháo tự hành 1540;
- Trung đoàn pháo chống tăng 881;
- Tiểu đoàn cơ giới trinh sát 74;
- Trung đoàn pháo tầm xa 728;
- Trung đoàn lựu pháo 234;
- Trung đoàn súng cối cận vệ 126
- Lữ đoàn phòng không 121.

#### Quân đoàn xe tăng 16
- Các lữ đoàn xe tăng 107, 109, 164;
- Lữ đoàn cơ giới 15;
- Các trung đoàn pháo tự hành 1441, 1542;
- Tiểu đoàn cơ giới trinh sát 51;
- Lữ đoàn pháo chống tăng cận vệ 298;
- Trung đoàn lựu pháo 729;
- Trung đoàn súng cối 226;
- Trung đoàn súng cối cận vệ 89;
- Lữ đoàn phòng không 1721.

#### Các đơn vị trực thuộc
- Sư đoàn pháo binh 86 (từ ngày 20 tháng 10 là Sư đoàn pháo binh cận vệ 4);
- Lữ đoàn xe tăng độc lập 11;
- Lữ đoàn cơ giới độc lập 87.

### Tập đoàn quân 13
Do trung tướng N. P. Pukhov chỉ huy, trong biên chế có:

#### Quân đoàn bộ binh 27
- Các sư đoàn bộ binh 140, 149 và 287;
- Các trung đoàn pháo chống tăng 130 và 645;
- Trung đoàn súng cối 128;
- Trung đoàn cơ giới cận vệ 5.

#### Quân đoàn bộ binh 28
- Các sư đoàn bộ binh cận vệ 4, 70 và các sư đoàn bộ binh 246, 415;
- Lữ đoàn pháo chống tăng 23;
- Trung đoàn súng cối 476;
- Trung đoàn phòng không 1287.

#### Quân đoàn bộ binh 76
- Các sư đoàn bộ binh cận vệ 6, 121 và sư đoàn bộ binh 112;
- Các trung đoàn pháo chống tăng 868 và 1643;
- Trung đoàn súng cối 477;
- Trung đoàn cơ giới cận vệ 47.

#### Quân đoàn bộ binh 77
- Các sư đoàn bộ binh 143, 181 và 397;
- Các trung đoàn pháo chống tăng 1645 và 1660;
- Trung đoàn súng cối 497;
- Trung đoàn cơ giới cận vệ 323.

#### Quân đoàn xe tăng 25
- Các lữ đoàn xe tăng 111, 162 và 175;
- Lữ đoàn cơ giới 20;
- Các trung đoàn pháo tự hành 53 và 1497;
- Trung đoàn pháo binh 746;
- Trung đoàn súng cối 459;
- Trung đoàn súng cối cận vệ 2;
- Trung đoàn phòng không 1701.

#### Các đơn vị trực thuộc
- Sư đoàn pháo binh cận vệ 19;
- Sư đoàn phòng không 10;
- Các lữ đoàn xe tăng độc lập 129 và 150;
- Các trung đoàn pháo tự hành độc lập 999, 1889 và 1890.

### Tập đoàn quân 48
Do trung tướng P. L. Romanenko chỉ huy, trong biên chế có:

#### Quân đoàn bộ binh cận vệ 6
- Các sư đoàn bộ binh 41, 73, 80 và 81;
- Trung đoàn pháo tự hành 1168;
- Trung đoàn súng cối cận vệ 84;
- Lữ đoàn pháo chống tăng cận vệ 3;
- Trung đoàn phòng không 461.

#### Quân đoàn bộ binh cận vệ 8
- Các sư đoàn bộ binh 118, 122, 211 và 280;
- Trung đoàn pháo chống tăng cận vệ 220 và Trung đoàn pháo chống tăng 1170;
- Trung đoàn súng cối 479.

#### Các đơn vị trực thuộc
- Lữ đoàn xe tăng 202;
- Sư đoàn phòng không 31.

### Tập đoàn quân 60
Do trung tướng I. D. Chernyakhovsky chỉ huy, trong biên chế có:

#### Quân đoàn bộ binh 15
- Các sư đoàn bộ binh 141, 322 và 336;
- Trung đoàn cơ giới 37;
- Các trung đoàn pháo chống tăng 350 và 563;
- Trung đoàn súng cối 138;
- Trung đoàn phòng không 217.

#### Quân đoàn bộ binh cận vệ 18
- Các sư đoàn bộ binh 108, 280 và 351;
- Trung đoàn cơ giới 49;
- Các trung đoàn pháo chống tăng cận vệ 7 và 28;
- Trung đoàn súng cối cận vệ 88.

#### Quân đoàn bộ binh 23
- Các sư đoàn bộ binh 8, 147 và 226;
- Trung đoàn cơ giới 58;
- Các trung đoàn pháo chống tăng 640 và 1075;
- Trung đoàn súng cối cận vệ 98;

#### Các đơn vị trực thuộc
- Sư đoàn pháo chống tăng 59 gồm các trung đoàn 1178, 1506 và 1646;
- Sư đoàn phòng không 23 gồm các trung đoàn 1064, 1336, 1342 và 1348;
- Trung đoàn pháo tự hành 1219.

### Tập đoàn quân 65
Do tướng P. I. Batov chỉ huy, trong biên chế có:

#### Quân đoàn bộ binh 18
- Các sư đoàn bộ binh 69, 115, 162, 193;
- Sư đoàn pháo binh hỗn hợp 5 (trong đó có trung đoàn 10 sử dụng BM-13);
- Trung đoàn pháo chống tăng 20;
- Trung đoàn súng cối 487;
- Trung đoàn cơ giới phòng không 255.

#### Quân đoàn bộ binh 19
- Các sư đoàn bộ binh cận vệ 38 và 82;
- Sư đoàn pháo binh hỗn hợp 12;
- Trung đoàn pháo chống tăng 41;
- Trung đoàn súng cối cận vệ 37;
- Trung đoàn pháo tự hành 1816.

#### Quân đoàn bộ binh 95
- Các sư đoàn bộ binh cận vệ 37, 44 và sư đoàn bộ binh 172;
- Sư đoàn pháo binh cận vệ 5;
- Trung đoàn pháo chống tăng 543;
- Trung đoàn súng cối 92;
- Trung đoàn pháo tự hành 1888.

#### Quân đoàn bộ binh 105
- Sư đoàn bộ binh cận vệ 75 và các sư đoàn bộ binh 132, 253;
- Sư đoàn pháo binh 22;
- Trung đoàn pháo chống tăng cận vệ 143;
- Các trung đoàn súng cối cận vệ 311 và 313.

#### Quân đoàn xe tăng cận vệ 1
- Các lữ đoàn xe tăng cận vệ 15, 16 và 17;
- Lữ đoàn cơ giới cận vệ 1;
- Các trung đoàn pháo tự hành 237, 1001, 1541;
- Lữ đoàn bộ binh cận vệ 1;
- Lữ đoàn kỵ binh 65;
- Trung đoàn pháo binh 732;
- Trung đoàn súng cối 455;
- Trung đoàn pháo phản lực cận vệ 43;
- Trung đoàn phòng không cận vệ 80.

#### Các đơn vị trực thuộc
- Sư đoàn phòng không cận vệ 2 gồm các trung đoàn 302, 303, 304 và 306;
- Sư đoàn phòng không cận vệ 3 gồm các trung đoàn 297, 307, 308 và 309.

### Tập đoàn quân không quân 16
Do thượng tướng S. I. Rudelko chỉ huy.

## Phương diện quân Voronezh
(Từ ngày 20 tháng 10 năm 1943 là Phương diện quân Ukraina 1) do đại tướng N. F. Vatutin làm tư lệnh, trung tướng S. P. Ivanov làm tham mưu trưởng, thiếu tướng K. S. Krainyukov làm ủy viên hội đồng quân sự với 9 tập đoàn quân ở thời điểm khai trận:

### Tập đoàn quân xe tăng cận vệ 3
Do trung tướng P. S. Rybalko chỉ huy, trong biên chế có:

#### Quân đoàn xe tăng cận vệ 6
- Các lữ đoàn xe tăng cận vệ 51, 52, 53;
- Lữ đoàn cơ giới cận vệ 22;
- Các trung đoàn pháo tự hành 1441 và 1893;
- Tiểu đoàn cơ giới trinh sát cận vệ 3;
- Trung đoàn pháo binh cận vệ 55;
- Trung đoàn súng cối cận vệ 272;
- Lữ đoàn phòng không cận vệ 286.

#### Quân đoàn xe tăng cận vệ 7
- Các lữ đoàn xe tăng cận vệ 54, 55, 56;
- Lữ đoàn cơ giới 23;
- Tiểu đoàn cơ giới trinh sát cận vệ 2;
- Các trung đoàn pháo tự hành 1419 và 1894.
- Các trung đoàn pháo binh 31 và 91.
- Các trung đoàn phòng không 1381 và 1394.

#### Quân đoàn cơ giới cận vệ 9
- Các lữ đoàn cơ giới 69, 70, 71;
- Các lữ đoàn xe tăng cận vệ 47 và 59;
- Các trung đoàn pháo tự hành 1454 và 1823;
- Tiểu đoàn trinh sát cơ giới 100;
- Trung đoàn pháo binh 396;
- Trung đoàn súng cối 616;
- Trung đoàn phòng không 1719.

#### Các đơn vị trực thuộc
- Sư đoàn pháo binh cận vệ 4 gồm trung đoàn pháo tầm xa cận vệ 56, trung đoàn súng cối cận vệ 467, trung đoàn phòng không cận vệ 387;
- Trung đoàn cơ giới trinh sát 166;
- Lữ đoàn xe tăng cận vệ 91;
- Các trung đoàn pháo tự hành 1835 và 1836.

### Tập đoàn quân 38
Do trung tướng N. E. Chibisov và thượng tướng K. S. Moskalenko (từ tháng 10 năm 1943) lần lượt chỉ huy, trong biên chế có:

#### Quân đoàn bộ binh cận vệ 17
- Sư đoàn bộ binh cận vệ 68 và các sư đoàn bộ binh 211, 240;
- Lữ đoàn pháo binh tầm xa cận vệ 24;
- Trung đoàn cơ giới cận vệ 7;
- Trung đoàn lựu pháo 805;
- Trung đoàn pháo chống tăng 222;
- Trung đoàn súng cối cơ giới 3;
- Trung đoàn phòng không 1288;

#### Quân đoàn bộ binh 21
- Các sư đoàn bộ binh 100, 135 và 155;
- Trung đoàn cơ giới cận vệ 9;
- Lữ đoàn pháo binh tầm xa cận vệ 76;
- Trung đoàn lựu pháo cận vệ 315;
- Các trung đoàn pháo chống tăng 1076 và 1593;
- Trung đoàn súng cối 419.

#### Quân đoàn bộ binh 74
- Các sư đoàn bộ binh 167, 183 và 305;
- Trung đoàn cơ giới 39;
- Trung đoàn pháo binh tầm xa 628;
- Trung đoàn lựu pháo cận vệ 316;
- Các trung đoàn pháo chống tăng 1663 và 1689;
- Trung đoàn súng cối cận vệ 314;

#### Các đơn vị trực thuộc
- Sư đoàn pháo binh 13 gồm trung đoàn pháo tầm xã 42, trung đoàn lựu pháo 47, các trung đoàn pháo chống tăng 88 và 91, trung đoàn pháo phản lực 101 sử dụng BM-13, trung đoàn súng cối 17;
- Sư đoàn phòng không 21 gồm các trung đoàn 1044, 1334, 1340 và 1346.

### Tập đoàn quân 40
Do trung tướng K. S. Moskalenko và trung tướng F. F. Zhmachenko (từ tháng 10 năm 1943) lần lượt chỉ huy, trong biên chế có:

#### Quân đoàn bộ binh 50
- Các sư đoàn bộ binh 74, 163, 241;
- Lữ đoàn pháo chống tăng cận vệ 8;
- Trung đoàn pháo chống tăng cận vệ 4;
- Các trung đoàn súng cối cận vệ 9, 10;
- Trung đoàn lựu pháo cận vệ 16.

#### Quân đoàn bộ binh 51
- Các sư đoàn bộ binh 107, 232 và 340;
- Trung đoàn pháo chống tăng cận 317;
- Các trung đoàn pháo chống tăng 1666 và 1667;
- Trung đoàn súng cối 493;
- Trung đoàn lựu pháo cận vệ 328.

#### Các đơn vị trực thuộc
- Lữ đoàn bộ binh độc lập Tiệp Khắc 1 (từ tháng 10 năm 1943 được chuyển thuộc Tập đoàn quân 38);
- Trung đoàn pháo tự hành 1812;
- Sư đoàn pháo binh 33;
- Lữ đoàn pháo phản lực 25 sử dụng BM-13;
- Sư đoàn phòng không 9 gồm các trung đoàn 800, 974, 981 và 993.

### Tập đoàn quân 27
Do trung tướng S. G. Trofimenko chỉ huy, trong biên chế có:

#### Quân đoàn bộ binh 46
- Sư đoàn bộ binh cận vệ 6 và các sư đoàn bộ binh 166, 241;
- Trung đoàn pháo chống tăng 680;
- Trung đoàn súng cối 480;
- Trung đoàn súng cối cận vệ 33.

#### Quân đoàn bộ binh 47
- Các sư đoàn bộ binh 38, 136, 180;
- Trung đoàn pháo chống tăng 1672;
- Trung đoàn súng cối 492;
- Trung đoàn lựu pháo cận vệ 83.

#### Các đơn vị trực thuộc
- Các sư đoàn bộ binh 206, 309, 337;
- Sư đoàn phòng không 249.

### Tập đoàn quân 47
Do các trung tướng P. P. Korzun, F. F. Zhmachenko và V. S. Polenov lần lượt chỉ huy, trong biên chế có:

#### Quân đoàn bộ binh 106
- Các sư đoàn bộ binh 58, 133 và 359;
- Trung đoàn pháo tầm xa 123;
- Trung đoàn lựu pháo 1167;
- Trung đoàn súng cối 460;
- Trung đoàn phòng không 253.

#### Quân đoàn bộ binh 102
- Sư đoàn bộ binh 339 và các lữ đoàn bộ binh 16 và 103;
- Các trung đoàn pháo binh 25 và 547;
- Trung đoàn súng cối 460;
- Trung đoàn phòng không 1488.

### Tập đoàn quân cận vệ 4
Do các trung tướng A. I. Zyghin và I. V. Galanin lần lượt chỉ huy, trong biên chế có:

#### Quân đoàn bộ binh cận vệ 20
- Các sư đoàn bộ binh cận vệ 5, 6 và sư đoàn bộ binh 375;
- Lữ đoàn pháo chống tăng 33;
- Trung đoàn xe tăng cận vệ 47.

#### Quân đoàn bộ binh cận vệ 21
- Sư đoàn bộ binh cận vệ 69 và sư đoàn bộ binh 138;
- Trung đoàn pháo chống tăng 452;
- Trung đoàn súng cối 466;
- Trung đoàn xe tăng cận vệ 59.

#### Các đơn vị trực thuộc
- Sư đoàn phòng không 27 gồm các trung đoàn 1354, 1358, 1364 và 1370.

### Tập đoàn quân cận vệ 6
Do trung tướng I. M. Chistyakov chỉ huy, trung biên chế có:

#### Quân đoàn bộ binh cận vệ 23
- Các sư đoàn bộ binh cận vệ 51, 52 và sư đoàn bộ binh 37;
- Các trung đoàn cơ giới cận vệ 3, 27, 30;
- Lữ đoàn pháo binh cận vệ 19;
- Lữ đoàn pháo chống tăng cận vệ 6;
- Lữ đoàn súng cối cận vệ 21;
- Trung đoàn phòng không cận vệ 64.

#### Quân đoàn bộ binh 96
- Các sư đoàn bộ binh cận vệ 67, 71 và sư đoàn bộ binh 165;
- Các trung đoàn cơ giới 32, 38, 65;
- Trung đoàn pháo binh 25;
- Trung đoàn pháo chống tăng 496;
- Trung đoàn súng cối 295;
- Các trung đoàn phòng không cận vệ 26, 27.

#### Quân đoàn bộ binh 97
- Các sư đoàn bộ binh 1, 186 và 391;
- Các trung đoàn cơ giới 221 và 249;
- Trung đoàn pháo binh 1235;
- Trung đoàn pháo chống tăng 1240;
- Các trung đoàn phòng không cận vệ 42 và 70.

#### Các đơn vị trực thuộc
- Sư đoàn bộ binh 150;
- Sư đoàn pháo tầm xa 20 gồm lữ đoàn pháo tầm xa 53, lữ đoàn pháo chống tăng 93, lữ đoàn pháo phản lực 102 sử dụng BM-13, lữ đoàn súng cối 20, trung đoàn phòng không 1478;
- Sư đoàn lựu pháo 27 gồm các lữ đoàn lựu pháo 76, 78; lữ đoàn pháo phản lực 74, các tiểu đoàn phòng không 386 và 467;
- Sư đoàn phòng không 47 gồm các trung đoàn 1585, 1586, 1591, 1592;
- Lữ đoàn xe tăng cận vệ 38 được tăng cường tiểu đoàn pháo tự hành 1539.

### Tập đoàn quân xe tăng 1
Do trung tướng M.E. Katukov chỉ huy, trong biên chế có:

#### Quân đoàn xe tăng cận vệ 8
- Các lữ đoàn xe tăng cận vệ 19, 20, 21;
- Lữ đoàn cơ giới cận vệ 1;
- Trung đoàn pháo tự hành cận vệ 354 và trung đoàn pháo tự hành 1451;
- Tiểu đoàn cơ giới trinh sát cận vệ 8;
- Trung đoàn pháo chống tăng cận vệ 353;
- Trung đoàn pháo binh 762;
- Trung đoàn súng cối cận vệ 265;
- Các trung đoàn phòng không cận vệ 358 và 405.

#### Quân đoàn xe tăng cận vệ 11
- Các lữ đoàn xe tăng 40, 44, 45;
- Lữ đoàn cơ giới cận vệ 27;
- Trung đoàn pháo tự hành cận vệ 293 và trung đoàn pháo tự hành 1535;
- Tiểu đoàn trinh sát cơ giới cận vệ 9;
- Trung đoàn pháo chống tăng cận vệ 362;
- Trung đoàn pháo binh 391;
- Các trung đoàn phòng không cận vệ 53 và 270.

#### Các đơn vị trực thuộc
- Lữ đoàn xe tăng cận vệ 64;
- Trung đoàn trinh sát cơ giới 81;
- Sư đoàn phòng không 8, gồm các trung đoàn 797, 848, 978, 1063 và trung đoàn bộ binh cận vệ 79.

### Tập đoàn quân không quân 2
Do thượng tướng S. S. Krasovsky chỉ huy

## Phương diện quân Thảo nguyên
(Từ ngày 20 tháng 10 năm 1943 là Phương diện quân Ukraina 2) do đại tướng I. S. Koniev làm tư lệnh, trung tướng M. V. Zakharov làm tham mưu trưởng, trung tướng I. Z. Susaykov làm ủy viên hội đồng quân sự với 5 tập đoàn quân ở thời điểm khai trận:

### Tập đoàn quân cận vệ 5
Do trung tướng A. S. Zhadov chỉ huy, trong biên chế có:

#### Quân đoàn bộ binh cận vệ 32
- Các sư đoàn bộ binh cận vệ 6, 96, 97, 110 và sư đoàn bộ binh 214;
- Lữ đoàn cơ giới cận vệ 8;
- Lữ đoàn pháo chống tăng 11 và Trung đoàn pháo chống tăng 301;
- Trung đoàn pháo binh cận vệ 256;
- Trung đoàn pháo phản lực 1110;
- Trung đoàn phòng không 225.

#### Quân đoàn bộ binh cận vệ 33
- Các sư đoàn bộ binh cận vệ 9, 13 và sư đoàn bộ binh 111;
- Lữ đoàn cơ giới cận vệ 27;
- Lữ đoàn pháo chống tăng 34 và trung đoàn pháo chống tăng 444;
- Trung đoàn súng cối 469;
- Trung đoàn pháo phản lực 1327.

#### Các đơn vị trực thuộc
- Các lữ đoàn pháo binh 13, 16;
- Trung đoàn cơ giới cận vệ 308;
- Trung đoàn cơ giới trinh sát cận vệ 57;
- Sư đoàn phòng không 29.

### Tập đoàn quân xe tăng cận vệ 5
Do trung tướng P. A. Rotmistrov chỉ huy, trong biên chế có:

#### Quân đoàn xe tăng 18
- Các lữ đoàn xe tăng 110, 170 và 181;
- Lữ đoàn cơ giới 32;
- Các trung đoàn pháo tự hành 1438 và 1543;
- Tiểu đoàn trinh sát cơ giới 78;
- Trung đoàn pháo chống tăng 1000;
- Trung đoàn pháo binh 292;
- Trung đoàn súng cối cận vệ 106;
- Trung đoàn phòng không 1694.

#### Quân đoàn xe tăng 29
- Các lữ đoàn xe tăng 25, 31 và 32;
- Lữ đoàn cơ giới 53;
- Tiểu đoàn trinh sát cơ giới 75;
- Các trung đoàn pháo tự hành 1446 và 1549;
- Trung đoàn pháo binh 108;
- Trung đoàn súng cối 271;
- Trung đoàn phòng không cận vệ 11.

#### Quân đoàn cơ giới cận vệ 5
- Các lữ đoàn cơ giới cận vệ 10,11 và 12;
- Các lữ đoàn xe tăng cận vệ 24 và 104;
- Các trung đoàn pháo tự hành 1447 và 1529;
- Tiểu đoàn trinh sát cơ giới cận vệ 2;
- Trung đoàn pháo binh 737;
- Trung đoàn súng cối 285;
- Trung đoàn phòng không cận vệ 409.

#### Các đơn vị trực thuộc
- Các trung đoàn cơ giới cận vệ 1 và 53 (trực thuộc tập đoàn quân);
- Trung đoàn pháo tầm xa 678;
- Trung đoàn pháo chống tăng 689;
- Trung đoàn súng cối cận vệ 76;
- Sư đoàn phòng không 6 gồm các trung đoàn 146, 366, 516 và 1062;
- Phi đội không quân trinh sát 994 (trực thuộc tập đoàn quân).

### Tập đoàn quân cận vệ 7
Do trung tướng M. S. Sumilov chỉ huy, trong biên chế có:

#### Quân đoàn bộ binh cận vệ 24
- Các sư đoàn bộ binh cận vệ 8, 36 và 41;
- Trung đoàn pháo tự hành cận vệ 161;
- Trung đoàn cơ giới cận vệ 97;
- Các trung đoàn pháo chống tăng cận vệ 114 và 115;
- Các trung đoàn súng cối 263;
- Trung đoàn phòng không cận vệ 162.

#### Quân đoàn bộ binh cận vệ 25
- Các sư đoàn bộ binh cận vệ 72, 81 và sư đoàn bộ binh 409;
- Các trung đoàn cơ giới cận vệ 302 và 309;
- Lữ đoàn pháo chống tăng 30;
- Các trung đoàn pháo chống tăng 1661 và 1669;
- Trung đoàn súng cối 290.

#### Các đơn vị trực thuộc
- Sư đoàn bộ binh 303;
- Lữ đoàn xe tăng 27;
- Các trung đoàn trinh sát cơ giới 34 và 38;
- Sư đoàn phòng không 5 gồm các trung đoàn 670, 743, 1119 và 1181.

### Tập đoàn quân 53
Do trung tướng I. M. Mangarov chỉ huy, trong biên chế có:

#### Quân đoàn bộ binh 48
- Sư đoàn bộ binh cận vệ 14 và các sư đoàn bộ binh 252, 299;
- Lữ đoàn pháo binh 31;
- Lữ đoàn pháo chống tăng 6;
- Trung đoàn súng cối cận vệ 89.

#### Quân đoàn bộ binh 75
- Các sư đoàn bộ binh 116, 213, 233;
- Trung đoàn pháo binh 1328;
- Các trung đoàn pháo chống tăng 232 và 1316;
- Các trung đoàn súng cối cận vệ 96 và 461.

#### Các đơn vị trực thuộc
- Sư đoàn pháo binh 30 gồm các trung đoàn 1361, 1367, 1373 và 1375;
- Các tiểu đoàn trinh sát 63 và 122.

### Tập đoàn quân 57
Do trung tướng N. A. Gaghen chỉ huy, trong biên chế có:

#### Quân đoàn bộ binh 49
- Các sư đoàn bộ binh 19, 223;
- Trung đoàn cơ giới cận vệ 80;
- Trung đoàn pháo chống tăng 374;
- Tiểu đoàn trinh sát pháo 227

#### Quân đoàn bộ binh 64
- Các sư đoàn bộ binh cận vệ 73, 78 và sư đoàn bộ binh 52;
- Trung đoàn cơ giới cận vệ 258;
- Trung đoàn pháo chống tăng 595;
- Trung đoàn phòng không 227.

#### Quân đoàn bộ binh 68
- Sư đoàn bộ binh cận vệ 80; các sư đoàn bộ binh 93 và 113;
- Trung đoàn súng cối 523;
- Tiểu đoàn trinh sát 93;
- Trung đoàn phòng không 71.

#### Các đơn vị trực thuộc
- Lữ đoàn xe tăng 96;
- Trung đoàn đổ bộ đường không 56.

### Tập đoàn quân 69
Do trung tướng V. D. Kryuchenkin chỉ huy, trong biên chế có:

#### Quân đoàn bộ binh cận vệ 31
- Các sư đoàn bộ binh cận vệ 4, 34, 40 và 108;
- Trung đoàn pháo binh cận vệ 68;
- Trung đoàn pháo chống tăng 22.

#### Quân đoàn bộ binh 67
- Các sư đoàn bộ binh 151, 221 và 302;
- Trung đoàn súng cối 256;
- Trung đoàn phòng không 594.

### Tập đoàn quân không quân 5
Do tướng S. K. Goryunov chỉ huy

## Phương diện quân Tây Nam
(Từ ngày 20 tháng 10 năm 1943 đổi thành Phương diện quân Ukraina 2) do đại tướng R. Ya. Malinovsky làm tư lệnh, trung tướng F. I. Kozhenevich làm tham mưu trưởng, trung tướng A. S. Zhentov là ủy viên hội đồng quân sự, đội hình tại thời điểm khai trận gồm có:

### Tập đoàn quân 46
Do trung tướng V. V. Glagolev chỉ huy, trong biên chế có:

#### Quân đoàn bộ binh cận vệ 6
- Sư đoàn bộ binh cận vệ 20 và các sư đoàn bộ binh 152, 353;
- Trung đoàn cơ giới cận vệ 61;
- Trung đoàn pháo binh cận vệ 109;
- Trung đoàn pháo chống tăng 437;
- Trung đoàn súng cối 462;
- Trung đoàn phòng không 1384.

#### Quân đoàn bộ binh 34
- Các sư đoàn bộ binh 195, 236 và 394;
- Trung đoàn cơ giới cận vệ 301;
- Lữ đoàn pháo binh 115;
- Trung đoàn pháo chống tăng 1312;
- Trung đoàn súng cối 563;
- Trung đoàn phòng không 1651.

#### Các đơn vị trực thuộc
- Trung đoàn cơ giới cận vệ 4;
- Các tiểu đoàn trinh sát cơ giới 52, 187;
- Trung đoàn pháo phản lực cận vệ 42;
- Sư đoàn phòng không 139.

### Tập đoàn quân cận vệ 1
Do thượng tướng V. I. Kuznetsov chỉ huy, trong biên chế có:

#### Quân đoàn bộ binh 11
- Các sư đoàn bộ binh 271, 276, 316;
- Trung đoàn pháo binh 518;
- Trung đoàn pháo chống tăng 163;
- Lữ đoàn súng cối 12;

#### Quân đoàn bộ binh 94
- Các sư đoàn bộ binh 30, 99, 350;
- Trung đoàn cơ giới cận vệ 65;
- Trung đoàn pháo chống tăng 1642;
- Trung đoàn súng cối 496.

#### Quân đoàn bộ binh 107
- Các sư đoàn bộ binh 127, 304, 328;
- Trung đoàn pháo chống tăng 1644;
- Trung đoàn súng cối 525;
- Trung đoàn phòng không 580.

#### Các đơn vị trực thuộc
- Lữ đoàn xe tăng 93;
- Các trung đoàn pháo tự hành 1831, 1831;
- Sư đoàn pháo binh 3 gồm các lữ đoàn pháo tầm xa 5, 15; các lữ đoàn lựu pháo 1 và 116; lữ đoàn súng cối 9;
- Sư đoàn phòng không 25 gồm các trung đoàn 1067, 1356, 1362 và 1368.

### Tập đoàn quân 6(gồm cả tập đoàn quân 12 sáp nhập vào)
Do trung tướng I. T. Slemin chỉ huy, trong biên chế có:

#### Quân đoàn bộ binh 66
- Sư đoàn bộ binh cận vệ 60 và các sư đoàn bộ binh 203, 244;
- Trung đoàn cơ giới cận vệ 35;
- Trung đoàn pháo tầm xa cận vệ 103;
- Trung đoàn súng cối 531;
- Trung đoàn phòng không 1353.

#### Quân đoàn bộ binh 67
- Các sư đoàn bộ binh 172, 333 và 350;
- Trung đoàn lựu pháo 152;
- Trung đoàn pháo chống tăng 1248;
- Trung đoàn phòng không 1587;

#### Các đơn vị trực thuộc
- Sư đoàn cơ giới cận vệ 1;
- Các sư đoàn bộ binh cận vệ 3 và 8;
- Trung đoàn cơ giới 28.

### Tập đoàn quân cận vệ 8
Do thượng tướng V. I. Chuikov chỉ huy, trong biên chế có:

#### Quân đoàn bộ binh cận vệ 4
- Các sư đoàn bộ binh cận vệ 35, 47 và 57;
- Trung đoàn cơ giới cận vệ 45;
- Lữ đoàn pháo binh cận vệ 170;
- Lữ đoàn pháo chống tăng cận vệ 19;
- Trung đoàn súng cối 251;
- Trung đoàn phòng không cận vệ 271;

#### Quân đoàn bộ binh cận vệ 28
- Các sư đoàn bộ binh cận vệ 39, 79 và 88;
- Trung đoàn cơ giới cận vệ 58;
- Trung đoàn pháo phản lực cận vệ 40;
- Lữ đoàn pháo binh 99;
- Trung đoàn pháo chống tăng cận vệ 266;
- Trung đoàn súng cối 141.

#### Quân đoàn bộ binh cận vệ 29
- Các sư đoàn bộ binh cận vệ 27, 74 và 82;
- Trung đoàn cơ giới cận vệ 87;
- Trung đoàn pháo binh 547;
- Trung đoàn pháo chống tăng 184;
- Trung đoàn súng cối 524.
- Trung đoàn phòng không 878.

#### Các đơn vị trực thuộc
- Lữ đoàn xe tăng 11;
- Trung đoàn xe tăng trinh sát 10;
- Trung đoàn pháo tự hành 991;
- Trung đoàn cơ giới 53;
- Sư đoàn pháo binh 9 gồm lữ đoàn pháo tầm xa 26, lữ đoàn lựu pháo 30, các lữ đoàn pháo phản lực 23 và 113 sử dụng BM-13, lữ đoàn súng cối 10;
- Sư đoàn phòng không 3 gồm các trung đoàn 1084, 1089, 1114 và 1118.

### Tập đoàn quân 12
Do thiếu tướng A. I. Danilov chỉ huy, từ ngày 30 tháng 10 sáp nhập vào Tập đoàn quân 6.

### Tập đoàn quân cận vệ 3
Do trung tướng D. D. Lelyutsenko chỉ huy, trong biên chế có:

#### Quân đoàn cơ giới cận vệ 4
- Các lữ đoàn cơ giới cận vệ 13, 14, 15;
- Lữ đoàn xe tăng 36;
- Các tiểu đoàn trinh sát cơ giới cận vệ 5 và 62;
- Các trung đoàn pháo tự hành cận vệ 292 và 1828;
- Trung đoàn pháo chống tăng 1512;
- Trung đoàn súng cối cận vệ 348;
- Trung đoàn phòng không cận vệ 160.

#### Quân đoàn xe tăng 19
- Các lữ đoàn xe tăng 79, 101, 202;
- Lữ đoàn cơ giới 26;
- Trung đoàn pháo tự hành 1824;
- Trung đoàn pháo chống tăng 1511;
- Trung đoàn súng cối 179;
- Trung đoàn phòng không 1717.

#### Quân đoàn bộ binh 32
- Các sư đoàn bộ binh 259, 266, 279;
- Tiểu đoàn cơ giới trinh sát 4;
- Trung đoàn pháo tầm xa 312;
- Lữ đoàn pháo chống tăng cận vệ 5;
- Trung đoàn súng cối 488;
- Trung đoàn phòng không 1257.

#### Quân đoàn bộ binh cận vệ 34
- Các sư đoàn bộ binh cận vệ 59, 61 và sư đoàn bộ binh 243;
- Các tiểu đoàn cơ giới trinh sát 21 và 22;
- Trung đoàn lựu pháo 506;
- Trung đoàn súng cối 526.

#### Quân đoàn bộ binh 37
- Các sư đoàn bộ binh 248, 416 và 417;
- Các tiểu đoàn cơ giới trinh sát 51 và 100;
- Trung đoàn lựu pháo 1231;
- Trung đoàn pháo chống tăng 179.

#### Các đơn vị trực thuộc
- Sư đoàn bộ binh 130;
- Lữ đoàn xe tăng cận vệ 32;
- Lữ đoàn cơ giới cận vệ 5;
- Trung đoàn cơ giới trinh sát 243;
- Sư đoàn pháo binh 7 gồm lữ đoàn pháo tầm xa 11, các lữ đoàn lựu pháo cận vệ 9 và 17, các lữ đoàn pháo phản lực 25 và 105 sử dụng BM-13, lữ đoàn súng cối 3;
- Sư đoàn pháo binh 26 gồm lữ đoàn pháo tầm xa 75, lữ đoàn lựu pháo 56 và lữ đoàn pháo phản lực 77;
- Sư đoàn phòng không 2 gồm các trung đoàn 1069, 1086, 1113 và 1117.

### Tập đoàn quân không quân 17
Do thượng tướng V. S. Sudets chỉ huy.

## Phương diện quân Nam
(từ ngày 20 tháng 10 năm 1943 đổi thành Phương diện quân Ukraina 3) do thượng tướng F. I. Tonbukhin chỉ huy, trung tướng S. S. Biryuzov làm tham mưu trưởng, thượng tướng E. A. Shadenko làm ủy viên hội đồng quân sự. Đội hình ở thời điểm khai trận gồm có:

### Tập đoàn quân 51
Do trung tướng Ya. G. Kreyzer chỉ huy, trong biên chế có:

#### Quân đoàn bộ binh 10
- Các sư đoàn bộ binh 216, 257, 263 và 346;
- Trung đoàn cơ giới cận vệ 2;
- Trung đoàn pháo tầm xa 647;
- Trung đoàn lựu pháo cận vệ 85;
- Trung đoàn pháo chống tăng 746.

#### Quân đoàn bộ binh 54
- Các sư đoàn bộ binh 91, 126 và 315
- Trung đoàn cơ giới cận vệ 67;
- Trung đoàn pháo tầm xa 1105;
- Trung đoàn lựu pháo 331;
- Trung đoàn pháo chống tăng 14;
- Trung đoàn phòng không 126

#### Quân đoàn bộ binh 55
- Các sư đoàn bộ binh 87, 347 và 387;
- Trung đoàn cơ giới trinh sát 512;
- Các trung đoàn pháo chống tăng 1246 và 1250;
- Trung đoàn súng cối 125.

#### Các đơn vị trực thuộc
- Lữ đoàn xe tăng cận vệ 6;
- Các tiểu đoàn bộ binh trinh sát 25, 30 và 33;
- Sư đoàn pháo binh cận vệ 2 gồm lữ đoàn pháo binh tầm xa 114, các lữ đoàn pháo phản lực cận vệ 5 và 20 sử dụng BM-13, lữ đoàn súng cối 33;
- Sư đoàn phòng không 15 gồm các trung đoàn 281, 342, 723 và 1264;
- Sư đoàn phòng không 18 gồm các trung đoàn 116 (cận vệ) và 297.

### Tập đoàn quân cận vệ 2
Do trung tướng G. F. Zakharov chỉ huy, trong biên chế có:

#### Quân đoàn bộ binh cận vệ 1
- Các sư đoàn bộ binh cận vệ 33, 86 và sư đoàn bộ binh 295;
- Trung đoàn cơ giới cận vệ 19;
- Trung đoàn pháo tầm xa 377;
- Trung đoàn pháo chống tăng cận vệ 113.

#### Quân đoàn bộ binh cận vệ 13
- Các sư đoàn bộ binh cận vệ 3, 49 và 87;
- Trung đoàn pháo tầm xa 1095;
- Trung đoàn súng cối 483;
- Trung đoàn phòng không 1530.

#### Các đơn vị trực thuộc
- Sư đoàn bộ binh cận vệ 1;
- Tiểu đoàn trinh sát 116.

### Tập đoàn quân xung kích 5
Do thượng tướng V. D. Tsvetayev chỉ huy, trong biên chế có:

#### Quân đoàn bộ binh cận vệ 3
- Các sư đoàn bộ binh cận vệ 50, 54 và 96;
- Trung đoàn cơ giới cận vệ 48;
- Trung đoàn pháo tầm xa 1162;
- Lữ đoàn pháo chống tăng 7;
- Trung đoàn súng cối 489.

#### Quân đoàn bộ binh 63
- Các sư đoàn bộ binh 118 và 267;
- Trung đoàn xe tăng trinh sát cận vệ 14;
- Các trung đoàn pháo chống tăng 507 và 521;
- Các trung đoàn súng cối 484 và 485;
- Trung đoàn phòng không 1617.

#### Các đơn vị trực thuộc
- Lữ đoàn xe tăng 238;
- Trung đoàn phòng không cận vệ 270;
- Tiểu đoàn bộ binh trinh sát 28.

### Tập đoàn quân 28
Do thiếu tướng A. N. Melnikov chỉ huy, trong biên chế có:

#### Quân đoàn bộ binh 9
- Các sư đoàn bộ binh 61, 230 và 301;
- Lữ đoàn pháo tầm xa cận vệ 4;
- Trung đoàn lựu pháo 880;
- Trung đoàn pháo phản lực 274;
- Trung đoàn pháo chống tăng 530.

#### Quân đoàn bộ binh cận vệ 10
- Các sư đoàn bộ binh cận vệ 24, 109 và sư đoàn bộ binh 77;
- Trung đoàn cơ giới cận vệ 25;
- Lữ đoàn pháo tầm xa cận vệ 6;
- Lữ đoàn pháo phản lực cận vệ 92 sử dụng BM-13;
- Trung đoàn lựu pháo 1101;
- Trung đoàn súng cối cận vệ 133

#### Các đơn vị trực thuộc
- Sư đoàn bộ binh 320;
- Trung đoàn phòng không cận vệ 607;
- Các tiểu đoàn xe tăng trinh sát 34 và 40.

### Tập đoàn quân 44
Do thiếu tướng V. A. Khomenko chỉ huy; đến tháng 10 năm 1943, sáp nhập vào Tập đoàn quân xung kích 5; trong biên chế có:

#### Quân đoàn bộ binh 3
- Các sư đoàn bộ binh 9, 60, 155;
- Lữ đoàn cơ giới 13;
- Lữ đoàn pháo chống tăng 15;
- Trung đoàn pháo binh cận vệ 4;
- Lữ đoàn súng cối 19;
- Trung đoàn phòng không 1485.

#### Quân đoàn kỵ binh cận vệ 4
- Các sư đoàn kỵ binh cận vệ 9, 10 và sư đoàn kỵ binh 30;
- Trung đoàn pháo tự hành 1815;
- Trung đoàn pháo chống tăng cận vệ 152;
- Trung đoàn súng cối cận vệ 68;
- Trung đoàn cơ giới cận vệ 12;
- Trung đoàn cơ giới trinh sát cận vệ 4;
- Các trung đoàn phòng không 223 và 416.

### Tập đoàn quân không quân 8
Do trung tướng T. T. Khryukin chỉ huy